# دونالد ر. وايتهيد
دونالد ر. وايتهيد (بالإنجليزية: Donald R. Whitehead)‏ هو عالم حشرات أمريكي، ولد في 1938، وتوفي في 1990.